# نخيلو
نخيلو جزيرة إيرانية تقع في الخليج العربي. تبلغ مساحة الجزيرة 6 كيلومتر مربع وتحتوي على ساحل رملي يبلغ طوله نحو 8 كيلومتر وعلى بعد 5 كيلومتر من جزيرة أم الكرم. يمكن ملاحظة الحفر والمسارات التي تدل على تعشيش كبير للسلاحف ذات منقار الصقر مع عدة عشرات من الأنشطة. يعتبر موقع لتعشيشها. تقع الجزيرة إلى جنوب شرق بوشهر.